# Peter Brötzmann
Peter Brötzmann, (Remscheid, 1941. március 6. – Wuppertal, 2023. június 22.) német dzsesszzenész, szaxofonos, klarinétos.

## Pályafutása
Brötzmann 1941. március 6-án született Remscheidben. Wuppertalban Brötzmann festészetet tanult. Részt vett ugyan a Fluxus mozgalomban, de egyre elégedetlenebb volt a művészeti galériákkal és kiállításokkal. Még Wuppertalban, iskolás korában látta, hallutta Sidney Bechetet játszani. Miles Davis és John Coltrane ugyancsak inspirálta. Klarinétozni, szaxofonozni, még tárogatózni is tanult.
Brötzmann azért nem hagyott fel művészeti képzésével sem. Albumborítóit zömmel maga tervezte.
Első zenei kapcsolatai között volt Peter Kowald nagybőgős. Az Adolphe Sax számára készült első felvétele 1967-ben jelent meg, ami Kowalddal és Sven-Åke Johansson dobossal együtt készült. 1968-ban megjelent a Machine Gun, egy oktett-felvétel. Az albumot sajátmaga készítette és koncerteken adták el. 2007-ben az Atavistic újra kiadta a Machine Gunt. A „géppisztoly” becenevet Don Cherry adta neki − erőszakos stílusának leírására.
A Nipples című albumot 1969-ben a Machine Gun zenészeivel, köztük Han Bennink dobossal, Fred Van Hove zongoristával, Evan Parker tenorszaxofonossal és Derek Bailey brit gitárossal vették fel. A Fuck de Boere egy élő album két hosszú improvizációt tartalmaz, és egy hosszabb jam-et 1970-ből.
Brötzmann tagja volt a Bennink's Instant Composers Poolnak, egy olyan zenészegyüttesnek, akik saját lemezeket adtak ki, és ez egy 10 fős zenekarrá nőtte ki magát. A turnézás azt eredményezte, hogy Brötzmann egy trióra redukálta a csoportot. Bennink partner volt a Schwarzwaldfahrtban, egy duett-albumban, amelyet a Fekete-erdőben vettek fel 1977-ben. Bennink fákon és más erdőben lévő tárgyakon dobolt.
1981-ben Brötzmann rádiós felvételt készített Frank Wright és Willem Breuker (szaxofonok), Toshinori Kondo (trombita), Hannes Bauer és Alan Tomlinson (harsonák), Alexander von Schlippenbach (zongora), Louis Moholo (dob) és Harry Miller (basszus) közreműködésével. Ez az album Alarm néven jelent meg.
BárBrötzmann gyakran lágyabb, líraibb zenét is előadott. Az 1980-as évek Sonny Sharrockkal, Ronald Shannon Jacksonnal és Bill Laswellel egy közös szupercsapatban punkot, funkot és noise rockot is tudott játszani.
1997-től rendszeresen turnézott és lemezfelvételeket készített a Peter Brötzmann Chicago Tentettel. Pályája során több mint ötven albumot adott ki zenekarvezetőként, és több tucat más albumon is szerepelt. 2023. június 22-én halt meg, 82 éves korában, Wuppertalban.

## Albumok
- For Adolphe Sax (1967)
- Machine Gun (1968)
- Nipples (1969)
- Solo (1976)
- 3 Points and a Mountain with Misha Mengelberg and Han Bennink (1979)
- Alarm (1983)
- Pica Pica (1984)
- Berlin Djungle (1987)
- Go-No-Go (1987)
- Low Life (1987)
- In a State of Undress with Jay Oliver (1989)
- Réservé with Günter Sommer (1989)
- No Nothing (1991)
- The Marz Combo Live in Wuppertal (1993)
- Songlines with Fred Hopkins and Rashied Ali (1994)
- The Chicago Octet/Tentet (1998)
- Stone/Water (2000)
- The Atlanta Concert with Fred Hopkins (2001)
- Fuck de Boere (2001)
- Short Visit to Nowhere (2002)
- Broken English (2002)
- More Nipples (2003)
- Tales Out of Time (2004)
- Signs (2004)
- Images (2004)
- Be Music Night (2005)
- American Landscapes 1 (2007)
- American Landscapes 2 (2007)
- Hairy Bones with Toshinori Kondo (2009)
- Lost & Found (2009)[19]
- Goosetalks with Johannes Bauer (2010)
- Woodcuts with Paal Nilssen-Love ( 2010)
- 3 Nights in Oslo (2010)
- Live in Wiesbaden with Jörg Fischer (2011)
- Yatagarasu with Masahiko Satoh (2012)
- Walk, Love, Sleep (2012)
- Whatthefuckdoyouwant with Sonny Sharrock (2014)
- Mental Shake (2014)
- Beautiful Lies (2016)
- I Surrender Dear (2019)